# Gordan Grlić Radman

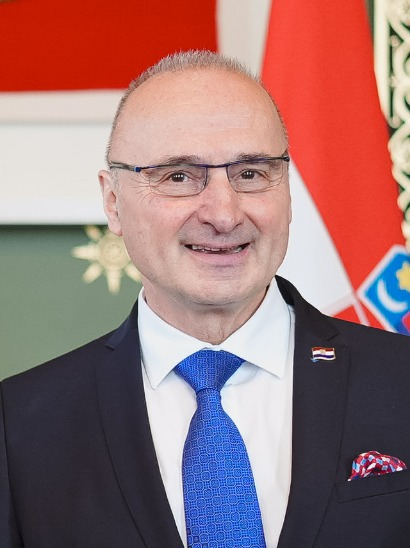
Gordan Grlić Radman (2025).

Gordan Grlić Radman (* 6. Juni 1958 in Prisoje, Općina Tomislavgrad, Föderative Volksrepublik Jugoslawien) ist ein ehemaliger kroatischer Diplomat. und aktueller Politiker (HDZ).Er war außerordentlicher und bevollmächtigter Botschafter der Republik Kroatien in der Bundesrepublik Deutschland. Seit dem 19. Juli 2019 ist er Außenminister der Republik Kroatien.

## Biographie
Gordan Grlić Radman begann seine geschäftliche Karriere 1982 in der Schweiz. Im gleichen Land startete Grlić Radman Anfang der 90er Jahre die diplomatische Laufbahn, als er als Beamter des Ministeriums für Auswärtige Angelegenheiten aus Zagreb in die Schweiz zurückkehrt, mit der Hausaufgabe, die kroatischen diplomatisch-konsularischen Netze Bern, Genf und Zürich zu errichten. Diplomatische Erfahrung erwarb Grlić Radman in den kroatischen Auslandsvertretungen in Sofia und Budapest. Sein letztes Mandat war das des kroatischen Botschafters in Ungarn.

### Ausbildung
Gordan Grlić Radman schloss die zweijährige Managerschule in Bern ab (IfKS), er besitzt eine aktive Mitgliedschaft in der Schweizer Vereinigung der Ingenieure und des „Alumni“ Zürich. Grlić Radman ist Mitbegründer der Nichtregierungsorganisation bzw. Vereinigung Croatian Swiss Business Consult. In Kroatien erlangte er Ende der 90er Jahre eine zusätzliche Bildung: Grlić Radman magistrierte 2002 an der Fakultät der Politikwissenschaften und doktorierte danach im Jahr 2007.
Gordan Grlić Radman spricht Kroatisch, Deutsch, Englisch, Bulgarisch und Ungarisch.
Er trägt den Titel dipl. ing. agr. oec.

### Zeit als Botschafter
Am 16. Oktober 2017 überreichte Grlić Radman Bundespräsident Frank-Walter Steinmeier das Beglaubigungsschreiben. Die Zeremonie fand im Schloss Bellevue mit militärischen Ehren statt. Bundespräsident Steinmeier und Botschafter Grlić Radman erörterten im Anschluss an die Zeremonie verschiedene Aspekte der deutsch-kroatischen Beziehungen, die Situation in der Europäischen Union sowie in Kroatiens Nachbarschaft.
Gordan Grlić Radman war als Nachfolger von Ranko Vilović der siebte Botschafter der Republik Kroatien in der Bundesrepublik.